# Palusleptocythere migrans
Palusleptocythere migrans is een mosselkreeftjessoort uit de familie van de Leptocytheridae. De wetenschappelijke naam van de soort is voor het eerst geldig gepubliceerd in 2002 door Nakao & Tsukagoshi.